# Lumezzane
Lumezzane is een gemeente in de Italiaanse provincie Brescia (regio Lombardije) en telt 24.049 inwoners (31-12-2004). De oppervlakte bedraagt 31,5 km², de bevolkingsdichtheid is 752 inwoners per km².
De volgende frazioni maken deel uit van de gemeente: Faidana, Fontana, Gazzolo, Gombaiolo, Mezzaluna, Piatucco, Pieve, Premiano, Renzo, San Sebastiano, Sant'Apollonio, Termine, Valle.

## Demografie
Lumezzane telt ongeveer 9128 huishoudens. Het aantal inwoners steeg in de periode 1991-2001 met 0,4% volgens cijfers uit de tienjaarlijkse volkstellingen van ISTAT.
| Jaar | Inwoneraantal |
| ---- | ------------- |
| 1991 | 23.619        |
| 2001 | 23.712        |

## Geografie
Lumezzane grenst aan de volgende gemeenten: Agnosine, Bione, Caino, Casto, Concesio, Marcheno, Nave, Sarezzo, Villa Carcina.

## Economie
Lumezzane en de omliggende plaatsen zijn sterk geïndustrialiseerd. Overal aanwezig en zeer belangrijk is de metaalindustrie (huishoudelijke artikelen, kranen, gereedschappen) en (toelevering aan) de wapenindustrie. In het aangrenzende Gardone Val Trompia zijn de fabrieken van Beretta gevestigd.